# Валерий (Моглан)
Епи́скоп Вале́рий (рум. Episcopul Valerie, в миру Василе Моглан, рум. Vasile Moglan; 18 мая 1878 — 13 августа 1949) — епископ Румынской православной церкви, епископ Ботошанский, викария Ясской архиепископии.

## Биография
Родился 18 мая 1878 года в селе Монахарень, жудец Нямц, в долине Бистрица, в семье Гавриила и Домницы. Он рано вошёл в обитель монастырей, проводя отпуск на тропах киновий, так как учился в гимназии в Пьятра-Нямце, а затем стал монахом в Монастыре Нямц в 1902 году после двух лет послушничества. Пострижен в монашество в церкви вознесения Господня архимандритом Вениамином (Ницеску). Он был рукоположён в иеродиаконы 23 января 1903 года и иеромонаха 3 апреля 1904 года митрополитом Парфения (Клинчени).
Выделяясь в общине Монастыря Нямц, он был призван учеником в Митрополию Молдовы, которой управлял митрополит Парфений (Клинчени). Там он имел несколько послушаний: певца, канонарха и великого экклезиарха Митрополичьего собора в Яссах. При митрополите Пимена Джорджеску впервые был назначен настоятель монастыря Нямц в период с 1909 по 1912 год, период, совпадающий с первыми годами пастырства митрополита Пимена в Молдове. После этих трех лет настоятельства архимандрит Валерий уехал в Россию, где получал богословское образование в Казани, Москве, а затем завершает учёбу в Черновицком университете. Он был настоятелем монастыря Нямц во второй раз до 1923 года.
Он отправился во Францию и за океан, в Канаду и Америку, где были важные общины православных румын. Он вернулся пять лет спустя и навсегда поселился в Монастыре Нямц, где снова занимал пост игумена с 1935 по 1936 год. 15 июня 1936 года он был назначен архимандритом престола (Arhimandrit de scaun), как это было принято в то время в дополнение к кириарху этого места, будучи митрофорным архимандритом в Яссах.
25 марта 1938 года в Митрополитском соборе в Яссах вместе с титулом «Ботошэнский». Хиротонию совершили: митрополит Молдавский и Сучавским Никодимом (Мунтяну), епископом Романским Лукианом (Тритяну), епископом Томисским Геронтием (Николау), епископом Тигинским Ефремом (Енэкеску), епископом Бэкэуским Иларионом (Мирчей).
В официальном журнале Митрополии Молдовы зафиксирован тот факт, что в 1938 году, вскоре после рукоположения, епископ Валерий также получил назначение игуменом церкви «Святой Спиридон» и эпитропа Спиридонии, благотворительного поселения Церкви. Долгое время в Спиридонии был свой епископ, который не зависел от Молдавской митрополии, так как монастырь «Святого Спиридона» был ставропигией, непосредственно подчиненной Константинопольскому Патриархату. Однако после 1885 года было предложено, чтобы Эпитропия святого Спиридона имела настоятелем епископа-викария Молдавской митрополии. Эту должность которые он занимал до своей смерти. Официальный журнал Митрополии Молдовы отмечает, что в 1938 году, вскоре после рукоположения, епископ-викарий Валери также получит послушание игумена церкви «Святой Спиридон» и эпитропа Спиридонии, благотворительного поселения Церкви. Долгое время у Спиридонии был собственный архирей, который не зависел от митрополии Молдавии, так как Монастырь «Святой Спиридон» был ставропигией, непосредственно подчиненной Константинопольскому патриархату. Но после 1885 года было высказано предположение, что в Эпитропии Святого Спиридона настоятелем был архирей-викарий Святой митрополии. 5 июня 1938 года епископ Валерий (Моглан) был назначен настоятелем Спиридонии и игуменом скита Тарац в Яссах. Он поддерживал связь с румынской деревней, из которой приехал.
С 5 сентября 1942 года по 11 января 1943 года временно управлял Бузэуской епархией. Он также был мстоблюстителем Ясской архиепископии с июня по декабрь 1939 года, когда митрополит Никодим (Мунтяну) был избран Патриархом Румынии.
В монастыре Нямц он занимался многочисленными работами, чему помогали некоторые благотворители, которых он знал в основном за океаном. Таким образом, он покрыл всю крепость Монастыря Нямц листовым металлом хорошего качества, инициировал важные реставрационные работы и особенно стремился наладить общинную жизнь в этом монастыре, насчитывавшем в то время около 500 насельников.
Во время своего служения в Яссах он участвовал в многочисленных богослужениях и церковных мероприятиях: посвящениях, хиротониях, архиерейских визитах, которые совершал почти по всей Молдове. Также после отъезда епископа Григория (Леу) из Ясс он рукоположил многих молодых людей для приходов и монастырей епархии.
1 января 1949 года ушёл на покой.
Скончался 13 августа 1949 года за два дня до Успения Пресвятой Богородицы в 1949 году. Его тело было положено в субботу, 13 августа, в церкви Святого Спиридона в Яссах, а затем в Митрополичьем соборе. Вечером службу Прохода совершил собор духовенства монахов и мирян во главе с викарием Молдавской Митрополии архимандритом Феоктистом (Арэпашу), которого 25 марта 1945 года епископ Валерий рукоположил во иеромонахи. Утром в понедельник, 15 августа 1949 года, его тело было доставлено в монастырь Нямц, где оно было помещено в большую церковь, чтобы все могли проститься с ним. Патриарх Юстиниан, сразу после службы интронизации нового епископа Романского Феофила (Хериняну), лично пришёл к могиле епископа Валерия в Монастыре Нямц и прочитал разрешительную молитву. Он был похоронен рядом с бывшим епископом Романским Феодосием.